# Гай-Бридж (Вашингтон)
Гай-Бридж (англ. High Bridge) — переписна місцевість (CDP) в США, в окрузі Сногоміш штату Вашингтон. Населення — 3140 осіб (2020).

## Географія
Гай-Бридж розташований за координатами 47°47′54″ пн. ш. 122°1′21″ зх. д. / 47.79833° пн. ш. 122.02250° зх. д. (47.798303, -122.022478).  За даними Бюро перепису населення США в 2010 році переписна місцевість мала площу 18,30 км², з яких 18,12 км² — суходіл та 0,18 км² — водойми.

## Демографія
Згідно з переписом 2010 року, у переписній місцевості мешкали 2994 особи в 1028 домогосподарствах у складі 857 родин. Густота населення становила 164 особи/км².  Було 1068 помешкань (58/км²).
Расовий склад населення:
| - 92,1 % — білих - 1,8 % — азіатів - 0,7 % — чорних або афроамериканців - 0,5 % — корінних американців - 0,1 % — вихідців з тихоокеанських островів - 2,0 % — осіб інших рас |

До двох чи більше рас належало 2,8 %. Частка іспаномовних становила 5,0 % від усіх жителів.
За віковим діапазоном населення розподілялося таким чином: 24,8 % — особи молодші 18 років, 65,4 % — особи у віці 18—64 років, 9,8 % — особи у віці 65 років та старші. Медіана віку мешканця становила 43,4 року. На 100 осіб жіночої статі у переписній місцевості припадало 98,3 чоловіків;  на 100 жінок у віці від 18 років та старших — 99,6 чоловіків також старших 18 років.
Середній дохід на одне домашнє господарство  становив 117 860 доларів США (медіана — 98 603), а середній дохід на одну сім'ю — 120 148 доларів (медіана — 99 926). За межею бідності перебувало 3,1 % осіб, у тому числі 4,9 % дітей у віці до 18 років та 2,7 % осіб у віці 65 років та старших.
Цивільне працевлаштоване населення становило 1378 осіб. Основні галузі зайнятості: освіта, охорона здоров'я та соціальна допомога — 19,7 %, виробництво — 14,5 %, науковці, спеціалісти, менеджери — 14,4 %.